# Out of the Dark (película de 1989)
Out of the Dark es una película de terror comedia erótica lanzado en 1989, protagonizada por Karen Witter. La película es notable por ser la última película de Divine.

## Argumento
"Suite Nothings" es una línea caliente de sexo telefónico de Los Ángeles operada por modelos fracasadas, donde las personas que llaman divulgan sus fantasías por teléfono. Entre ellos se encuentra Bobo, un asesino psicótico que se viste con un traje de payaso. Mientras la policía intenta descubrir la identidad del payaso, modelos de la agencia caen bajo su furia asesina.

## Reparto
- Karen Black como Ruth Wilson.
- Bud Cort como Doug Stringer.
- Geoffrey Lewis como Dennis.
- Tracey Walter como Teniente Frank Meyers.
- Divine como Detective Langella.
- Cameron Dye como Kevin Silvers.
- Lynn Danielson-Rosenthal como Kristy.
- Lainie Kazan como Hooker Nancy.
- Karen Witter como Jo Ann.
- Karen Mayo-Chandler como Barbara.
- Tab Hunter como Conductor.
- Paul Bartel como Empleado del hotel.